# Hermann Horn (Politiker)
Friedrich Wilhelm Hermann Horn (* 23. Mai 1850 in Goslar; † 13. Dezember 1918 ebenda) war Fabrikbesitzer und Mitglied des Deutschen Reichstags.

## Leben
Hermann Horn besuchte das Progymnasium in Goslar und die Handelsschule in Hannover. 1869 trat er als Einjährig-Freiwilliger in das Hannoversche Jäger-Bataillon Nr. 10 ein, machte den Feldzug gegen Frankreich mit und wurde als Hauptmann der Landwehr verabschiedet. 1873 kaufte er eine Fabrik in Goslar. Ab 1891 war er Vorsitzender der Handelskammer Goslar und Mitglied des Kreistages.
Von 1892 bis 1908 war er Mitglied des Preußischen Abgeordnetenhauses und von 1898 bis 1907 war er Mitglied des Deutschen Reichstags für den Wahlkreis Provinz Hannover 13 (Goslar, Zellerfeld, Ilfeld) und die Nationalliberale Partei.